# АК-725
АК-725 е съветско сдвоено корабно универсално оръдие с калибър 57 mm, на въоръжение във ВМС на СССР.
Автоматичен артилерийски комплекс от второ следвоенно поколение.

## История
Главни конструктори А. И. Арефиев и П. А. Тюрин. Приета на въоръжение през 1964 г. В периода 1960-те – 1970-те години установката е широко използвана за множество типове съветски бойни кораби, активно се експортира в чужбина. Съществен недостатък на установката е нейната недостатъчна ефективност за защита от противокорабни ракети.

## Описание
Състои се от кула със сдвоени 57 mm оръдия и радиолокационна система за управление на огъня МР-103 „Барс“. Резервната система за управление на огъня е изнесен пост за управление с визирни колонки с пръстенови векторни прицели. Трансмисията е електрическа. Използва се както за стрелба по въздушни, така и по надводни и наземни цели. Благодарение на ленточното подаване, скорострелността достига до 400 изстрела в минута. Боекомплекта се състои от унитарни изстрели с осколочно-трасиращи снаряди с контактни взриватели с маса 0,36 kg, по 1000 снаряда на установка. Далечината на стрелба е до 13 километра, началната скорост на снаряда е 1020 m/s. Охлаждането на стволовете на оръдията се осъществява със забордна вода. Масата на установката е 14,5 тона.

## Тактико-технически характеристики
- Калибър: 57 mm;
- Брой автомати: 2;
- Дължина на ствола: 75 клб.;
- Ъгли:
  - Възвишение (макс.): +85°;
  - Снижение (мин.): −12°;
  - Хоризонтален: ±200°;
- Височина на кулата от основата: 2405 mm;
- Диаметър на основата по центрите на крепежните болтове: 2885 mm;
- Маса: 14 500 kg;
- Скорострелност на един ствол: 200 истр./мин.;
- Дължина на непрекъснатата стрелба: 100 изстр.;
- Маса на снаряда: 2,8 kg;
- Начална скорост на снаряда: 1020 m/s;
- Далечина на стрелбата: 8420 m;

## Кораби, носещи АК-725
Поставяна е на корабите:
- Противолодъчните крайцери-вертолетоносци проект 1123 „Кондор“
- Големите десантни кораби проект 1171 „Тапир“
- Големи десантни кораби проект 775 (освен 3 ГДК от третата серия – 775/III)
- Малките противолодъчни кораби проект 1124 „Албатрос“ (някои модификации)
- Малките ракетни кораби проект 1234 „Овод“
- Ракетните крайцери проект 1134 „Беркут“
- Големите противолодъчни кораби проект 1134А „Беркут-А“
- „Березина“ – кораба за комплексно снабдяване от проекта 1833 „Пегас“
- Плаващи бази за подводници проект 1886
- Морски транспорт за въоръжение проект 323В
- Големите морски танкери от проекта 1559-В „Морской простор“ (първоначално)
- Малки противолодъчни кораби проект 204
- Торпедни катери проект 206М